# Pendine Sands

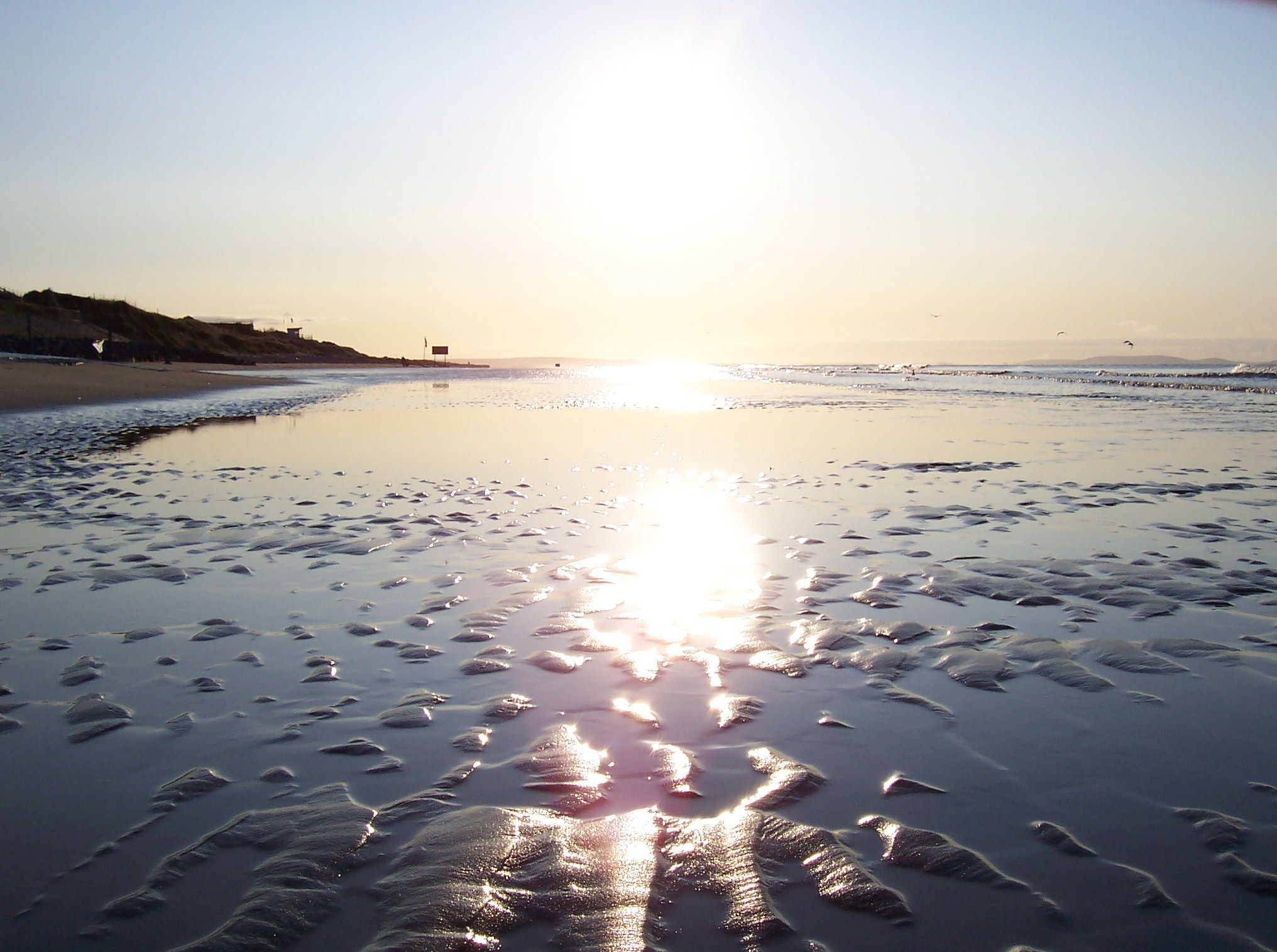
Pendine Sands (septiembre de 2008)

Pendine Sands es una playa de 11 kilómetros de longitud, situada en la orilla de la bahía de Carmarthen, en la costa sur de Gales. Prácticamente rectilínea, se extiende de oeste a este desde Gilman Point a Laugharne Sands. El pueblo de Pendine está cercano al extremo occidental de la playa.

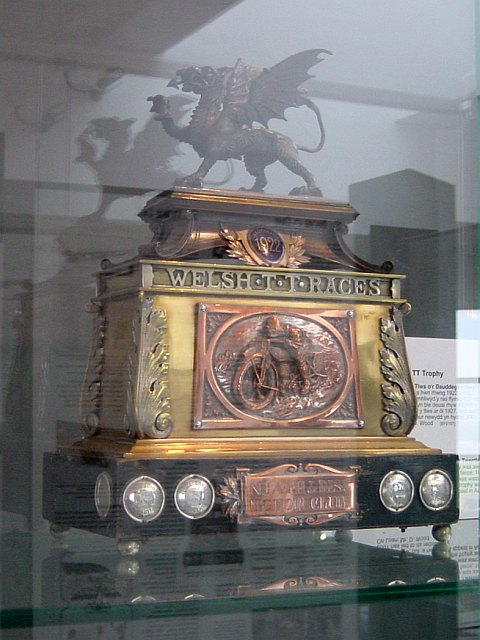
Trofeo de la carrera del Tourist Trophy de Gales, originalmente otorgado al vencedor de la carrera disputada en Pendine Sands. Hacia 1950 la carrera se trasladó a las viradas carreteras de Mynydd Epynt

A principios del siglo XX, las playas se utilizaron para disputar carreras de motocicletas y de automóviles. Desde 1922, el TT de Gales se disputó anualmente en Pendine Sands. El firme, la propia superficie plana de la playa, era más recto y más liso que la gran mayoría de las carreteras importantes de la época. La revista Motor Cycle describió las arenas como "la mejor autopista natural imaginable".

## Intentos de récord clásicos
En la década de 1920 estaba claro que las carreteras y las pistas de carreras ya no eran lugares adecuados para intentar batir el récord mundial de velocidad. En cuanto las marcas  se acercaron a 150 millas por hora (~240km/h), los requisitos de distancia hasta alcanzar la velocidad máxima antes de la milla en la que se medía la velocidad media, más el posterior tramo de distancia de seguridad para frenar, hacían que la pista debiera medir unos 8 km.
El primer piloto en utilizar Pendine Sands para batir un récord mundial  de velocidad fue Malcolm Campbell. El 25 de septiembre de 1924 estableció un registro de 146.16 mph (235.22 km/h) en su automóvil Sunbeam 350HP, el Blue Bird.

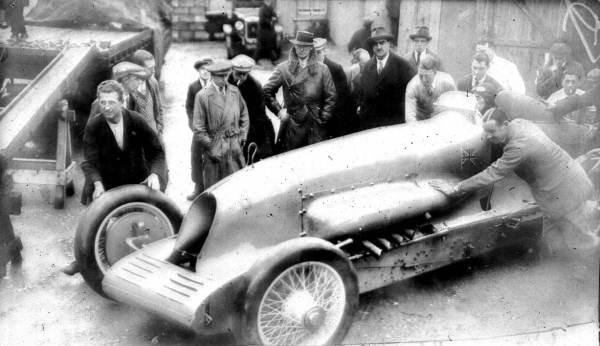
Campbell en Pendine en 1927

Se realizaron otras cuatro carreras para batir récords mundiales en Pendine Sands entre 1924 y 1927; dos más por Campbell, y dos por el galés J. G. Parry-Thomas en su automóvil Babs.  El primero en superar las 150 mph (240 km/h) fue Campbell. En abril de 1926, Parry-Thomas superó el anterior registro en unas 20 mph, dejándolo en 171.02 mph (273.6 km/h). Campbell volvió a batir el récord, registrando una marca de 174.22 mph (280.38 km/h) en febrero de 1927 con su segundo Blue Bird. El 3 de marzo de 1927, Parry-Thomas intentaba batir el récord de Campbell, pero cuando rodaba a unos 270 km/h, el coche se accidentó y el piloto resultó muerto (un falso rumor de aquella época aseguraba que había sido decapitado parcialmente por una cadena de transmisión rota). Parry-Thomas fue el primer conductor en morir durante un intento del récord mundial de velocidad.
Un intento anterior había sido protagonizado por Giulio Foresti en el "Djelmo", pero el coche chocó durante una prueba efectuada el 26 de noviembre de 1927, quedando totalmente destruido.
En 1933 Amy Johnson y su marido, Jim Mollison, despegaron de Pendine Sands en un De Havilland D.H.89 Dragon Rapide, G-ACCV "Seafarer", para volar sin escalas a Nueva York. Su aeronave agotó el combustible y tuvo que realizar un aterrizaje forzado en Bridgeport, Connecticut, cerca de Nueva York. Ambos resultaron gravemente heridos en el accidente.
En junio de 2000, Don Wales, nieto de Malcolm Campbell y sobrino de Donald Campbell, estableció en Pendine Sands el récord británico de velocidad para un vehículo eléctrico con el Bluebird Electric 2, consiguiendo una velocidad de 137 mph (220 km/h).

## Presente
El Ministerio de Defensa (MOD) adquirió Pendine Sands durante la Segunda Guerra Mundial y utilizó los terrenos como campo de pruebas. La playa es todavía posesión del gobierno, y numerosas señales advierten del peligro de municiones sin explotar, y el acceso público está restringido. De lunes a  viernes parte de la playa está cerrada debido a operaciones militares. Entre el 9 de julio de 2004 y mayo de 2010 fue totalmente prohibido el paso de  vehículos a la playa de Pendine debido a problemas de seguridad.

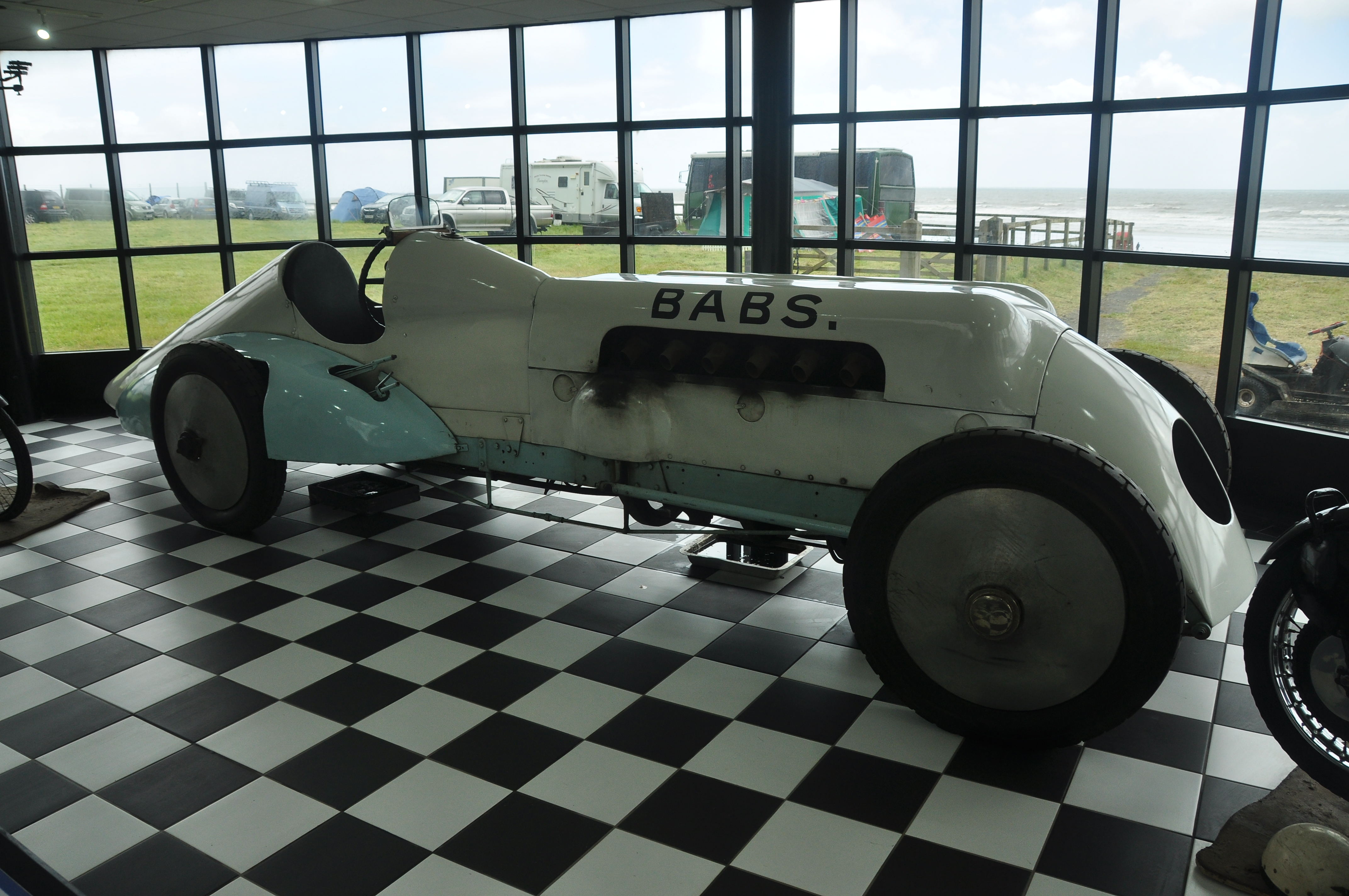
Babs, en el Museo de la Velocidad de Pendine

El coche de Parry-Thomas fue enterrado en las dunas cercanas al pueblo de Pendine después de su accidente. En 1969 Owen Wyn Owen, un profesor de ingeniería de la Universidad Técnica de Bangor, obtuvo el permiso para excavar los restos del Babs, que restauró durante los 16 años siguientes. El coche se exhibe en el Museo de la Velocidad de Pendine durante los meses de verano.
El 21 y el 22 de junio de 2013, el Club de Carreras de Velocidad de Pendine reinició las pruebas en la playa.
El Vintage Hot Rod Association Archivado el 31 de diciembre de 2013 en Wayback Machine. inauguró su temporada de carreras de velocidad para aficionados el 7 de septiembre de 2013. Los miembros de la asociación  pudieron competir sobre la arena con sus 80 modelos de velocidad anteriores a 1949. El evento se celebra anualmente desde entonces.
En septiembre de 2013, Guy Martin batió el récord británico de velocidad para una bicicleta en la estela de otro vehículo. Marcó una velocidad máxima de 112.9 mph,  mientras pedaleaba detrás de un camión especialmente modificado conducido por el antiguo ganador del Campeonato Británico de Carreras de Camiones, David Jenkins. Los preparativos para el intento de récord se documentaron en el Episodio 1 de la serie del Canal 4 titulada Velocidad con Guy Martin, transmitido por primera vez en el Reino Unido en diciembre de 2013.
El 7 de mayo de 2015, Idris Elba superó el histórico récord de la milla establecido originalmente por Malcolm Campbell, en un Bentley Continental GT Speed.

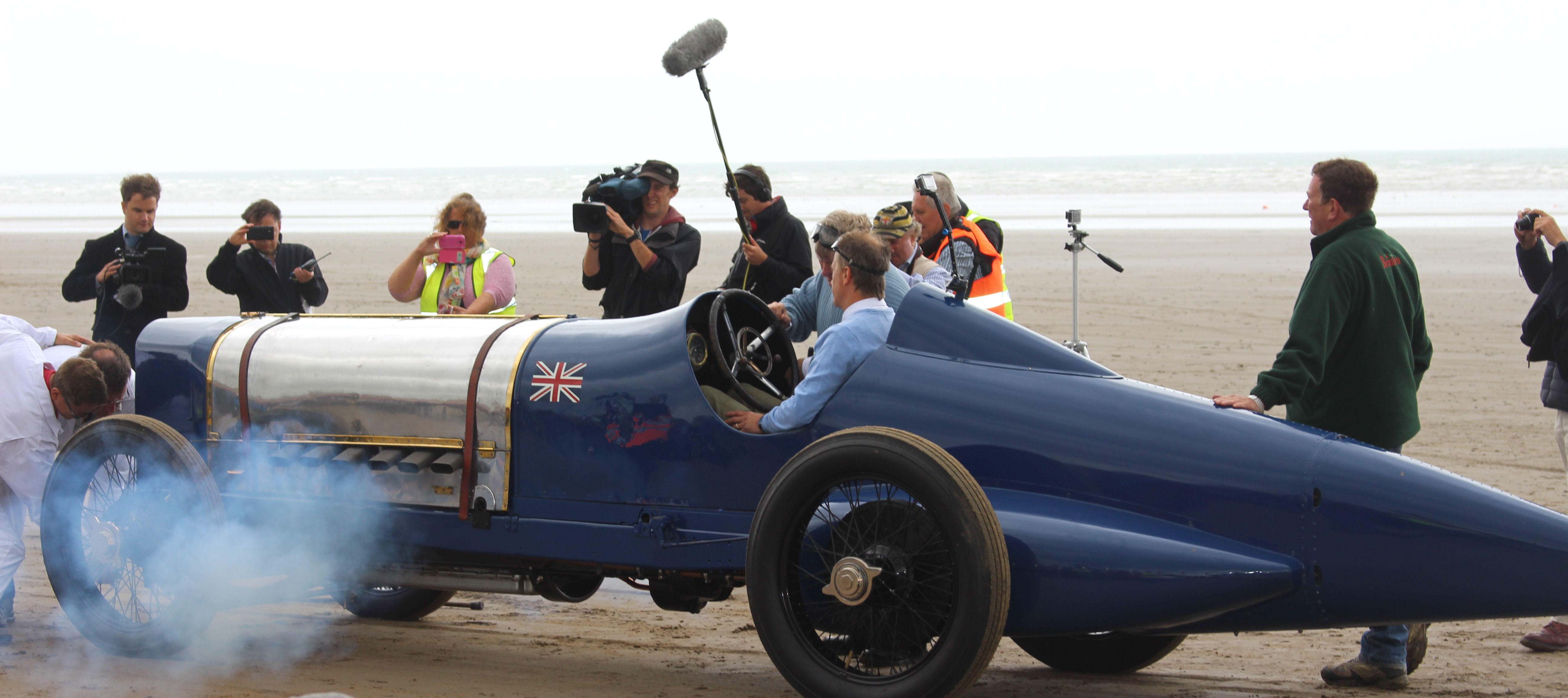
Sunbeam 350HP en Pendine Sands (Gales), en el 90 aniversario del récord de Sir Malcolm Campbell

El 21 de julio de 2015 se celebró en Pendine Sands el 90 aniversario del récord mundial de velocidad establecido por Sir Malcolm Campbell en el "Bluebird". El acontecimiento fue recreado por su nieto, Don Wales, también poseedor de un récord de velocidad, en el coche completamente restaurado. Cuando se le preguntó sobre la restauración, Wales dijo: "Este hermoso coche ha sido restaurado con esmero y cuidado por Doug Hill y su equipo, y lo correcto es que un automóvil tan icónico como este ¡merece tener las últimas piezas originales en su lugar para ser completado!" La nueva caja de cambios será parte de un proyecto a largo plazo para restaurar el coche a sus especificaciones de 1925. Esto también requeriría la fabricación de los dos tubos de escape con su longitud completa, un nuevo asiento y tapicería, y la restauración del ligeramente caído cono de la nariz y del carenado de la rueda trasera.
El 12 de mayo de 2018, un vehículo motorizado con forma de cobertizo de madera estableció un nuevo récord de velocidad, rompiendo su propio récord anterior con una nueva marca de 101 mph (163 km/h). Al día siguiente, un empresario de Guernsey de 45 años de edad, Zef Eisenberg, estableció en Pentine Sands un registro de 201.5 mph (324.3 km/h) en su fuerza motocicleta de 350 caballos, la primera vez que se alcanzaban las 200 millas por hora en Pendine.